# Kabinett Wolff
Das Kabinett Wolff bildete vom 10. Januar 1914 bis zum 8. November 1918 die letzte von Herzog Ernst August eingesetzte Landesregierung des Herzogtums Braunschweig.
Das Kabinett wurde im Zuge der Novemberrevolution am 8. November 1918 vom Herzog zum Rücktritt aufgefordert. Ernst August dankte am selben Tag nach Aufforderung durch eine Abordnung des Arbeiter- und Soldatenrats ab und verließ die Stadt am folgenden Tag. Der vom Arbeiter- und Soldatenrat eingesetzte Rat der Volkskommissare übernahm die Macht.
| Amt | Name                                                                          |
| Vorsitzender des Staatsministeriums Auswärtige Angelegenheiten Justiz-, Kirchen- und Schulangelegenheiten | Carl von Wolff                                                                |
| Inneres                                                                                                   | Robert Boden, 10. Januar 1914 – Februar 1917 ? Hugo Krüger, ab Februar 1917   |
| Finanzen                                                                                                  | Carl Radkau, 10. Januar 1914 – Februar 1917 ? Robert Boden, ab Februar 1917 ? |